# Raketové útoky na Sýrii v listopadu 2019
Raketové útoky na Sýrii se odehrály 20. listopadu 2019. Nálety byly provedeny Izraelským vojenským letectvem pozdě v noci.
Nálety se uskutečnily v Damašku poblíž letiště, kde Izrael podle svých slov zasáhl desítky íránských cílů v reakci na raketovou palbu o den dříve na Golanských výšinách. Zatímco syrská státní média tvrdí, že byli zabiti pouze dva civilisté, britská válečná skupina tvrdí, že jich bylo zabito více než 23 (včetně Íránců).

## Následky
Izrael byl uveden do stavu nejvyšší pohotovosti a očekával odplatu za nálety.